# Jet Stream Airlines
Pour les articles homonymes, voir Jet stream (homonymie).
Jet Stream Airlines est une compagnie aérienne moldave basée à Chișinău. Son code IATA est KIV. Son code auprès de l'OACI est JSM. Son indicatif d'appel est Jet Stream.

## Histoire
Jet Stream Airlines a été créée en 2005.

## Flotte
La flotte de Jet Stream Airlines est composée de (mars 2007) :
- 2 Iliouchine IL-76T
- 2 Iliouchine IL-76TD